# Znak zemí Koruny české

Znak zemí Koruny české, moderní varianta znaku od H. G. Ströhla

Znak zemí Koruny české je historický státní znak Koruny české používaný na území českých zemí v letech 1348-1918, tzn. od doby panování Karla IV. do konce vlády císaře Karla I.

## Popis znaku
Znak zemí Koruny české je tvořen štítem děleným do šesti polí: v modrém poli červeno-stříbrně šachovaná moravská orlice, vedle ní, ve zlatém poli, černá slezská orlice. V dolní části zlatá trojzubá zeď v modrém poli symbolizující Horní Lužici, zlatá orlice v modrém poli Horní Slezsko, rudý vůl stojící na zelené zemi ve stříbrném poli Dolní Lužici, v červeném středovém štítu je umístěn stříbrný český dvouocasý lev. Nad znakem lemovaným zlatým lipovým věncem se vznáší svatováclavská koruna.